# CDC25B
La fosfatasa 2 inductora de fase M (CDC25B) es una enzima codificada en humanos por el gen cdc25B.
La proteína CDC25B pertenece a la familia de fosfatasas CDC25. Esta enzima activa a la quinasa dependiente de ciclina Cdc2 mediante la eliminación de dos grupos fosfato, y es necesaria en el ciclo celular para que se produzca la entrada en mitosis. CDC25B se mueve entre el núcleo y el citoplasma debido a las señales de localización nuclear y de exportación nuclear que incorpora. Así, durante las fases M y G1 del ciclo celular se mantiene en el núcleo, traslocándose al citoplasma durante las fases S y G2. CDC25B tiene propiedades oncogénicas, aunque su posible papel en la formación de tumores no ha sido determinado. Se han descrito múltiples variantes transcripcionales del gen que codifica esta enzima.

## Interacciones
La proteína CDC25B ha demostrado ser capaz de interaccionar con:
- MAPK14[3]
- Caseína quinasa 2, alfa 1[4]
- CHEK1[5]
- MELK[6]
- p34[7]
- Receptor de estrógeno alfa[8]
- YWHAB[9][10]
- YWHAZ[9]
- YWHAH[9]
- YWHAE[9][10]